# Wiedegge

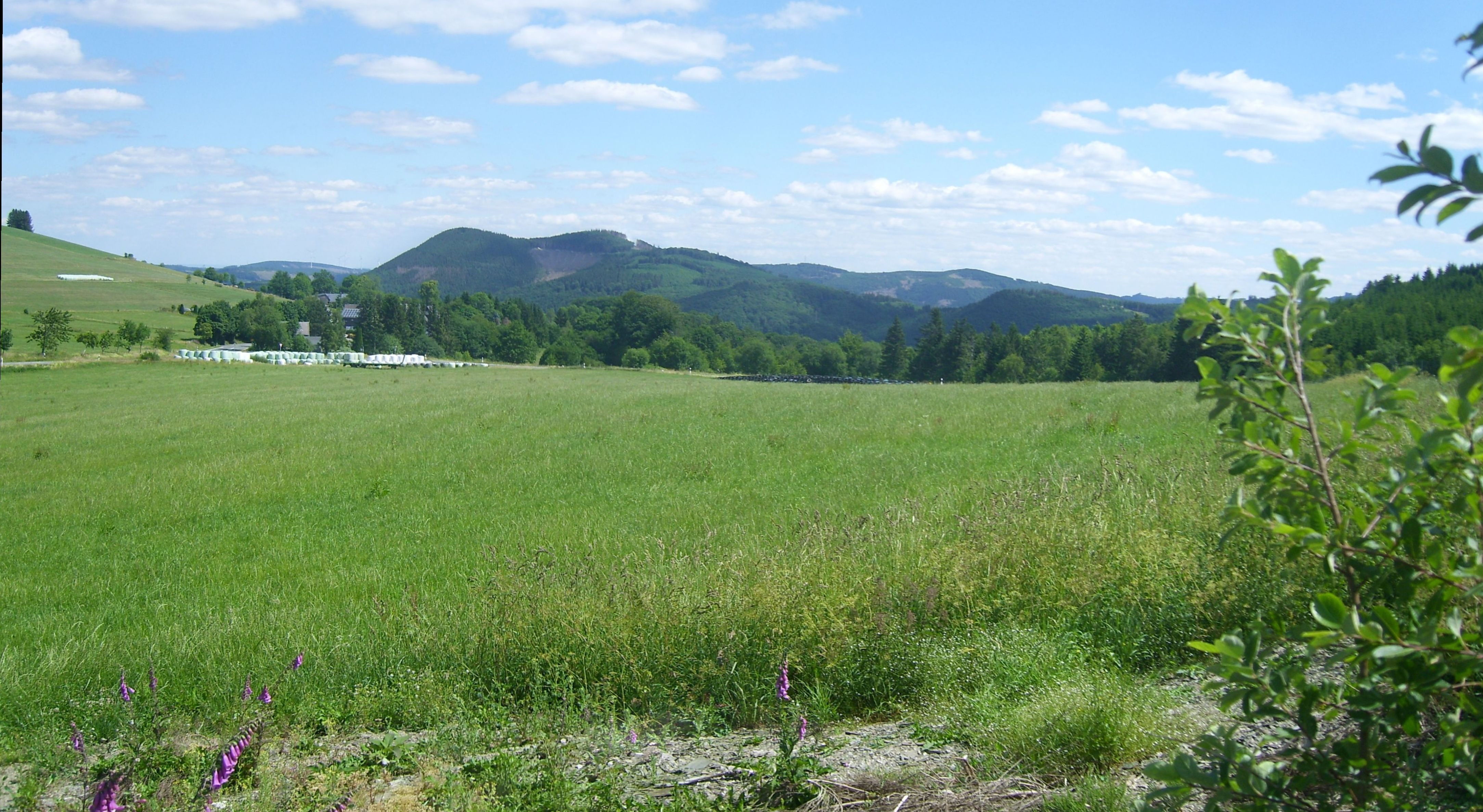
Ansicht von Südwesten: Die Doppelkuppen Ohlenberg/Wiedegge (4 km entfernt) und Olsberg Heidkopf (7 km)

Die Wiedegge ist ein 732,8 m ü. NHN hoher Berg des Rothaargebirges und die höchste Erhebung im Höhenzug zwischen der Elpe westlich sowie der Neger und Ruhr östlich. Er liegt nahe Helmeringhausen im nordrhein-westfälischen Hochsauerlandkreis.

## Geographie

### Lage
Die Wiedegge erhebt sich innerhalb des Sauerlandes im Nordteil des Rothaargebirges. Zum Gebiet der Stadt Olsberg gehörend, liegt ihr Gipfel östlich über dem Tal der Elpe, westsüdwestlich der Mündung der Neger in die Ruhr und südlich über dem Tal des Voßbachs (Vossbach), in dem sich 1,8 km vom Gipfel entfernt der Olsberger Ortsteil Helmeringhausen befindet. Weitere nahe Ortschaften sind das 2 km südöstlich liegende Wulmeringhausen (zu Olsberg) und das 2,4 km (jeweils Luftlinie) westlich gelegene Andreasberg (zu Bestwig).

### Naturräumliche Zuordnung
Die Wiedegge gehört in der naturräumlichen Haupteinheitengruppe Süderbergland (Nr. 33), in der Haupteinheit Rothaargebirge (mit Hochsauerland) (333) und in der Untereinheit Hochsauerländer Schluchtgebirge (333.8) zum Naturraum Ramsbecker Rücken und Schluchten (Ramsbecker Höhen; 333.81). Die Landschaft fällt nach Westen bis Norden in die Untereinheit Oberruhrgesenke (335.0) ab, die zur Haupteinheit Sauerländer Senken (335) zählt.

### Gipfel und Bergausläufer
Der Gipfel der Wiedegge liegt auf 732,8 m Höhe; gipfelnah ist auf topographischen Karten eine 731,6 m hohe Stelle verzeichnet. Der Nordwestausläufer des Bergs ist der Ohlenkopf (Ohlenberg; 729,2 m), zu dem ein 698 m hoher Bergsattel überleitet, und ihr Nordostausläufer ist der Schmalenberg (714,2 m), zu der ein etwas mehr als 670 m hoher Sattel führt.

## Schutzgebiete
Südwestlich des Wiedeggegipfels liegt das Naturschutzgebiet (NSG) Wiedegge (CDDA-Nr. 329718; 2001 ausgewiesen; 2,49 ha groß) und auf der Ostflanke des bewaldeten Bergs das NSG Buchenwaldkomplex Schmalenberg (CDDA-Nr. 329309; 2001; 72,54 ha). Auf dem Berg liegen Teile des Landschaftsschutzgebiets Olsberg (CDDA-Nr. 555554922; 1984; 79,344 km²).

## Verkehr und Wandern
Westlich vorbei an der Wiedegge führt die Kreisstraße 16 (Gevelinghausen–Elpe) entlang der Elpe, ostnordöstlich zweigt an der Neger-Mündung von der Bundesstraße 480 (Olsberg–Assinghausen) die nach Wulmeringhausen führende Landesstraße 742 ab und nördlich verläuft entlang des Voßbachs die von Bigge nach Helmeringhausen führende Verbindungsstraße in Richtung des Berges. Zum Beispiel an diesen Straßen beginnend kann man auf Waldwegen und -pfaden zum Berg wandern.